# Júlio de Castilhos
Júlio de Castilhos là một đô thị thuộc bang Rio Grande do Sul, Brasil. Đô thị này có diện tích 1929,383 km², dân số năm 2007 là 19532 người, mật độ 10,12 người/km².